# Wonpyeong-dong, Pyeongtaek
Wonpyeong-dong (koreanska: 원평동) är en stadsdel i staden Pyeongtaek i provinsen Gyeonggi i den centrala delen av Sydkorea, 60 km söder om huvudstaden Seoul.